# Книготорговля

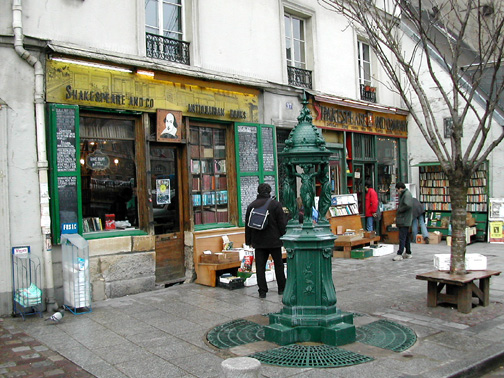
Книжный магазин Shakespeare and Company в Париже

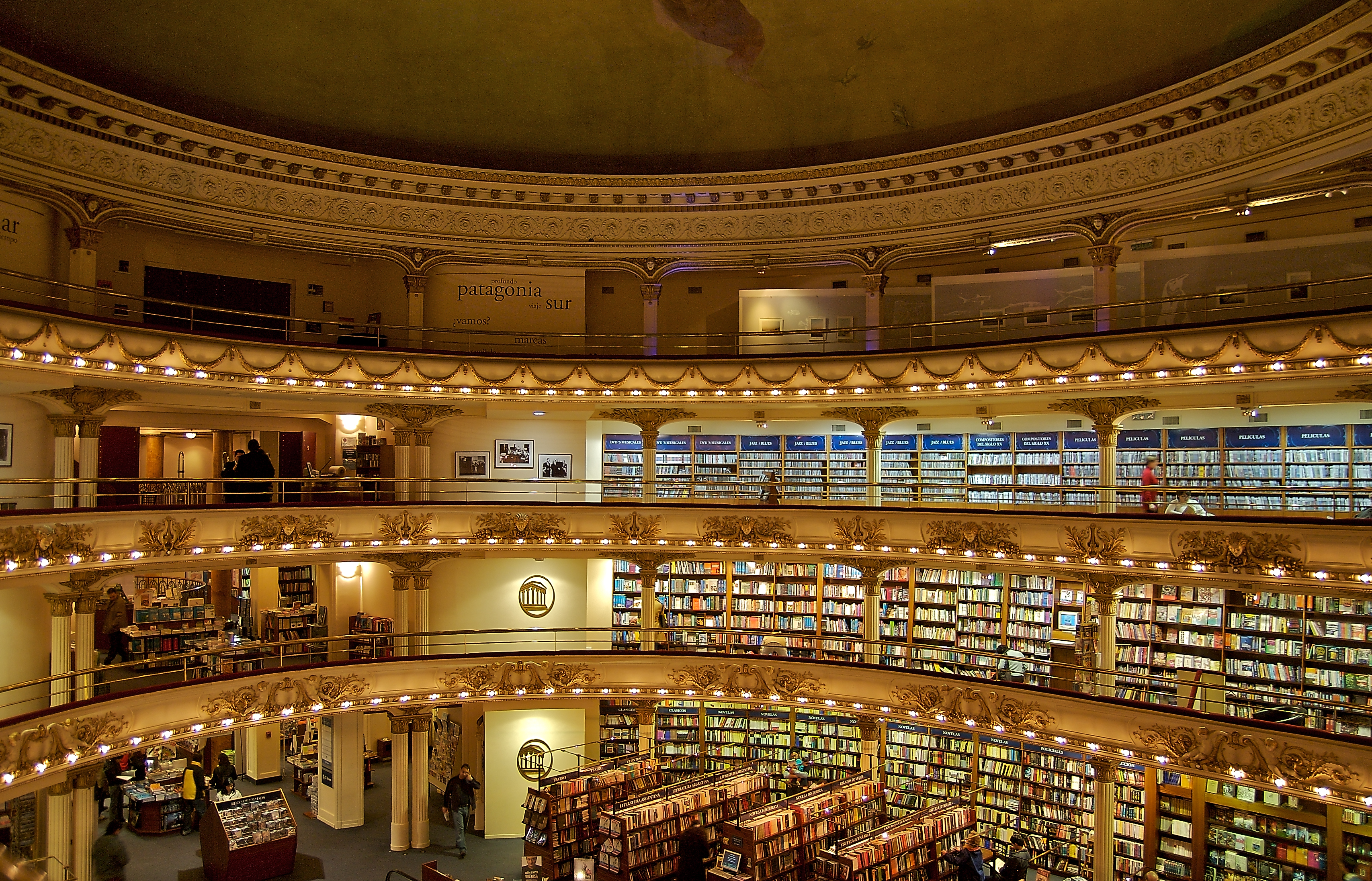
Книжный магазин в Буэнос-Айресе, Аргентина

Книготорговля, книжная торговля — торговля книгами, а также другими непериодическими печатными изданиями (брошюрами, плакатами, нотами и т. д.). Поскольку книга является «товаром особого рода», будучи одновременно частью материальной и духовной культуры, то книготорговля рассматривается не только как отрасль торговли, но и как отрасль культуры.
Книготорговля существовала с античности, однако получила существенное развитие после изобретения книгопечатания, и особенно — после распространения массового общего образования.

## История книготорговли и книгопечатания
Книготорговля существовала с античности, первые свидетельства о продаже книг находят у греческого поэта Евполида, с V века до н. э. появляются специальные слова для обозначения профессии книготорговца (греч. bibliopoles, лат. librarius). В Риме существование книготорговли свидетельствуется с середины I века до н. э.. Римская книготорговля была довольно развита и охватывала всю империю до самых отдаленных провинций, книжные тиражи доходили до 1000 экземпляров. Первоначально книги продавались в виде свитков, со II века основной формой становится пергаментный кодекс. Понятия авторских или издательских прав не существовало. После падения Рима книготорговля постепенно пришла в упадок. 

Копирование и распространение рукописей возобновилось в раннее средневековье в монастырских скрипториях.
Книготорговля начала существенно развиваться после изобретения книгопечатания, и особенно — после распространения массового общего образования.
С XV века, с началом промышленного книгопечатания, закладываются основы книготорговли как организованной отрасли. При этом по крайней мере до конца XVII века книготорговля была слабо отделена от книгопечатания и находилась в руках крупных книгоиздателей, чаще всего — наследственных фирм.
Книгопечатник и книготорговец Иоганн Ментелин (ок. 1410—1478) первым учредил оптовый склад для книг, начал выпускать печатную книготорговую рекламу. Нюрнбергский книгопечатник и книготорговец Антон Кобергер (ок. 1445—1513) открыл книжные лавки, как филиалы своей типографской мастерской, во многих крупнейших городах Европы; впоследствии он передал издание книг иностранным компаниям, положив начало договорным отношениям поставки тиражей. В это же время возникла первая оптовая книжная ярмарка во Франкфурте-на-Майне, сохранявшая статус важнейшей европейской книжной ярмарки до конца XVII века.
Одной из старейших является британская компания WHSmith (она впоследствии стала владееть и первой сетью магазинов). Она была основана в Лондоне в 1792 году Генри Уолтоном Смитом и его женой, магазин продавал книги, канцелярские принадлежности, журналы, газеты и развлекательные товары.

### Франция
Развитие переписного промысла для светских целей во Франции началось с XIII века вслед за основанием Парижского университета.
Все занимавшиеся изготовлением и продажей рукописей составляли одну корпорацию под именем «Университетских присяжных переписчиков книг» (Clerics en librairie juries de L’Université). В 1292 г. в Париже было 24 переписчика, 17 переплетчиков и 8 продавцов рукописей.
Парижский университет наблюдал за деятельностью общества переписчиков и продавцов, устанавливал цены на книги, налагал взыскания на виновных. В 1275 г. университет обязал книгопродавцов принести присягу, что они будут соблюдать установленные правила при купле-продаже рукописей. Первым условием обращения книги было поставлено, чтобы на ней была обозначена цена и имя автора.
По статуту 1323 г. к профессии книгопродавца допускались лишь те, кто был в состоянии выдержать экзамен перед депутацией от университета, внести 100 ливров залога и представить доказательства хорошей репутации. 
Перед изобретением книгопечатания, в Париже и Орлеане работало не менее 10 тыс. переписчиков. Спрос на книги был большой, хотя книги обходились очень дорого.
В июле 1618 г. Людовик XIII издал Регламент для книготорговли и книгопечатания (Règlement sur la Librairie et l’Imprimerie du 9 juillet), которым сокращал в Париже число привилегированных членов университетской организации клерков до 80, причем для новых членов (равно типографщиков, переплетчиков и книготорговцев) условием вступления в организацию было поставлено знание латинского, греческого и французского языков и обычаев книжной торговли, а также семилетняя предварительная практика.
Людовик XIV эдиктами 1649 и 1686 г. до мелочей регламентировал книжный промысел, была введена жесткая цензура. Число книготорговцев в Париже было ограничено 80, а число типографщиков должно было быть доведено до 36, другие города могли также иметь только заранее определенное число книготорговцев и типографщиков.
При Людовике XV члены корпорации книготорговцев и типографщиков по-прежнему считались членами университета, продолжалась политика ограничения членства в корпорации и ограничения книгопечатания и книготорговли в целом, включая торговлю произведениями печати в разнос (заниматься этим видом торговли могли не более чем 120 человек, утверждаемых в должности полицией).

### Россия

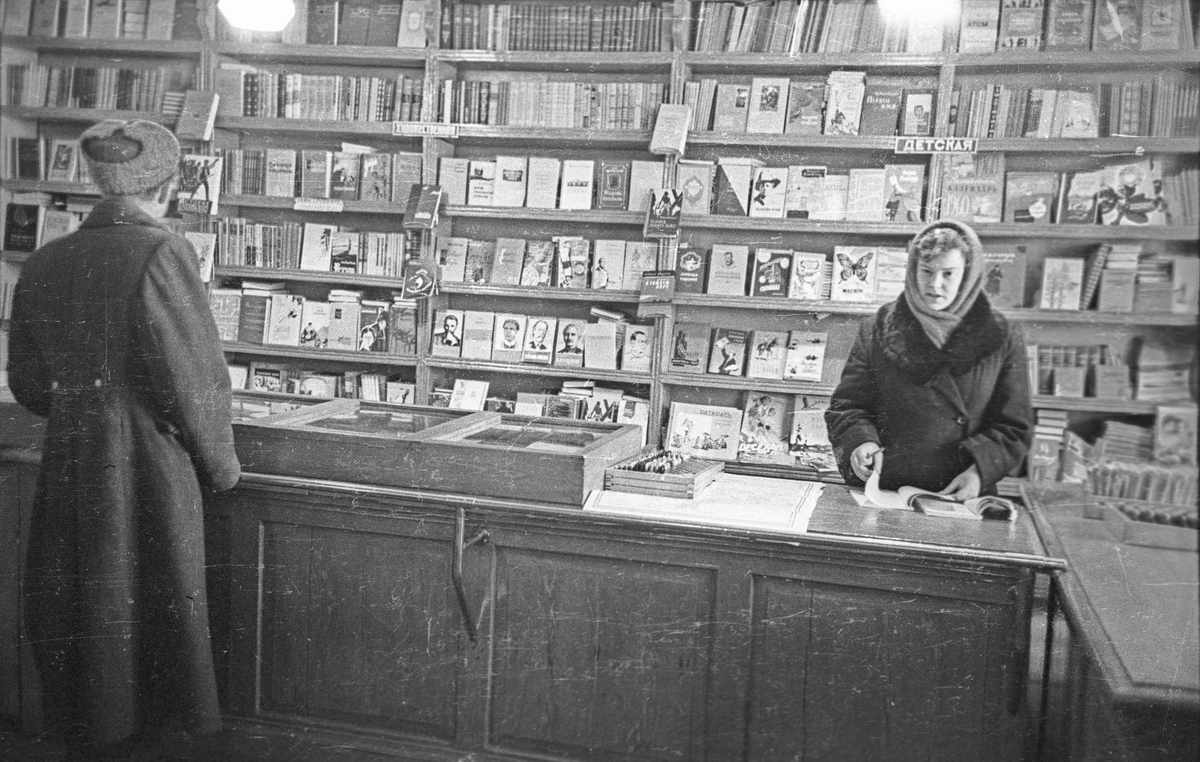
Советская книжная торговля легла в основу современного российского книжного рынка

Книгопечатание в России было основано при Иване Грозном — в 1553 году был основан Московский печатный двор, а в 1564 году Иван Фёдоров завершил печатание первой датированной книги — «Апостол». В то время на Руси печатались книги исключительно религиозного содержания. Лишь во второй половине XVII века появляются книги светского содержания, но значительную долю в книжном репертуаре они занимают лишь в XVIII веке. С началом царствования Екатерины II книгопечатание приобретает всё большее распространение. Однако книготорговля в России не могла добиться больших успехов, книгопродавцы несли убытки, и в целом российская книготорговля была далека от процветания.
Первое объявление о продаже в академической лавке «Истории Эдессы» датируется 1729 годом; лавка существовала при Академии наук, заведовали ею немцы, заключавшие контракты на немецком языке. С некоторыми оговорками считается, что в 1768 году в России существовал только один книжный магазин; открытие новых магазинов шло ни шатко ни валко: в 1771 открылись 2, в 1775 — 1, в 1780 — 3… в 1798 году — 2 магазина. Однако первое объявление о магазине русских книг появилось только в 1783 году.
Одними из главных фигур, которые повлияли на дальнейшее развитие книготорговли, были издатели Николай Иванович Новиков и Александр Филиппович Смирдин, которые реформировали книготорговлю, содействовали её развитию в других городах, способствовали снижению стоимости книг, что расширило круг читателей в России. Реформы Александра II оказали положительное влияние на распространение грамотности и тем самым — на развитие книготорговли. Уже в 1885 году в Санкт-Петербурге насчитывалось 327 книжных лавок и магазинов, в Москве — 224, в губерниях — от 1 до 70.

## Формы книгораспространения
- Книжная лавка — основная форма торговли в старые времена; имеют распространение (особенно в последнее время) и до сих пор.
- Книжные магазины — до недавнего времени были основной формой книгораспространения. Так, в Советском Союзе в них продавалось до 60 % книжной продукции[4].
  - Букинистические магазины (англ. Used bookstore)
- Торговля по каталогу (книга-почтой, торговля в интернет-магазинах). Впервые книжные каталоги появились в Германии XVI века[5]. С XIX века каталоги (в России — книгопродавческая роспись, книгопродавческий реестр) стали обязательной принадлежностью книготорговли.
- Книгоношество — торговля книгами и другими печатными изданиями вразнос. Через книгонош в XVII—XIX веках массово расходились недозволенные сочинения, памфлеты, в России — лубки.[6]
- Торговля через книжные автоматы.
- Книжные ярмарки. На начало XXI века в мире действовало около 300 книжных ярмарок[7], включая старейшие Франкфуртскую и Лейпцигскую и крупнейшую в России Московскую.
- Электронная книготорговля — торговля электронными книгами. С 2007 года, когда на массовый рынок вышла технология электронной бумаги и основанные на ней устройства для чтения, рынок электронных книг переживает подъём. Так, по состоянию на 2013 год, 14 % от продаж книг в Великобритании приходится на электронные книги[8].

## Современная книготорговля

### Германия, Австрия
Издатель Вадим Мещеряков, зарегистрировав в Австрии издательство, говорил о труднопреодолимом предубеждении местных книжных дистрибьюторов к выходцам из России и нежелании работать с новыми издательствами, тем более русскими, схожая ситуация наблюдалась в Германии:

Там всего семь дистрибуторов, в Германии, и с ними надо… они не каждого берут, не с каждым работают, а кроме них никак нельзя попасть напрямую в магазины. Поэтому с ними надо было просто не то, что договориться (как это вот слово такое у нас за последние годы, не в этом плане «договориться»), договориться — показать, что ты что-то можешь, что книги твои продаются и интересны.— «Издательский дом Мещерякова»

### Украина
В начале 2000-х годов большая часть украинского книжного рынка была заполнена пиратскими копиями. 
В 2011 году в магазинах Крыма продажу за неделю одиннадцати книг одного наименования называли удивительным успехом.

### Россия

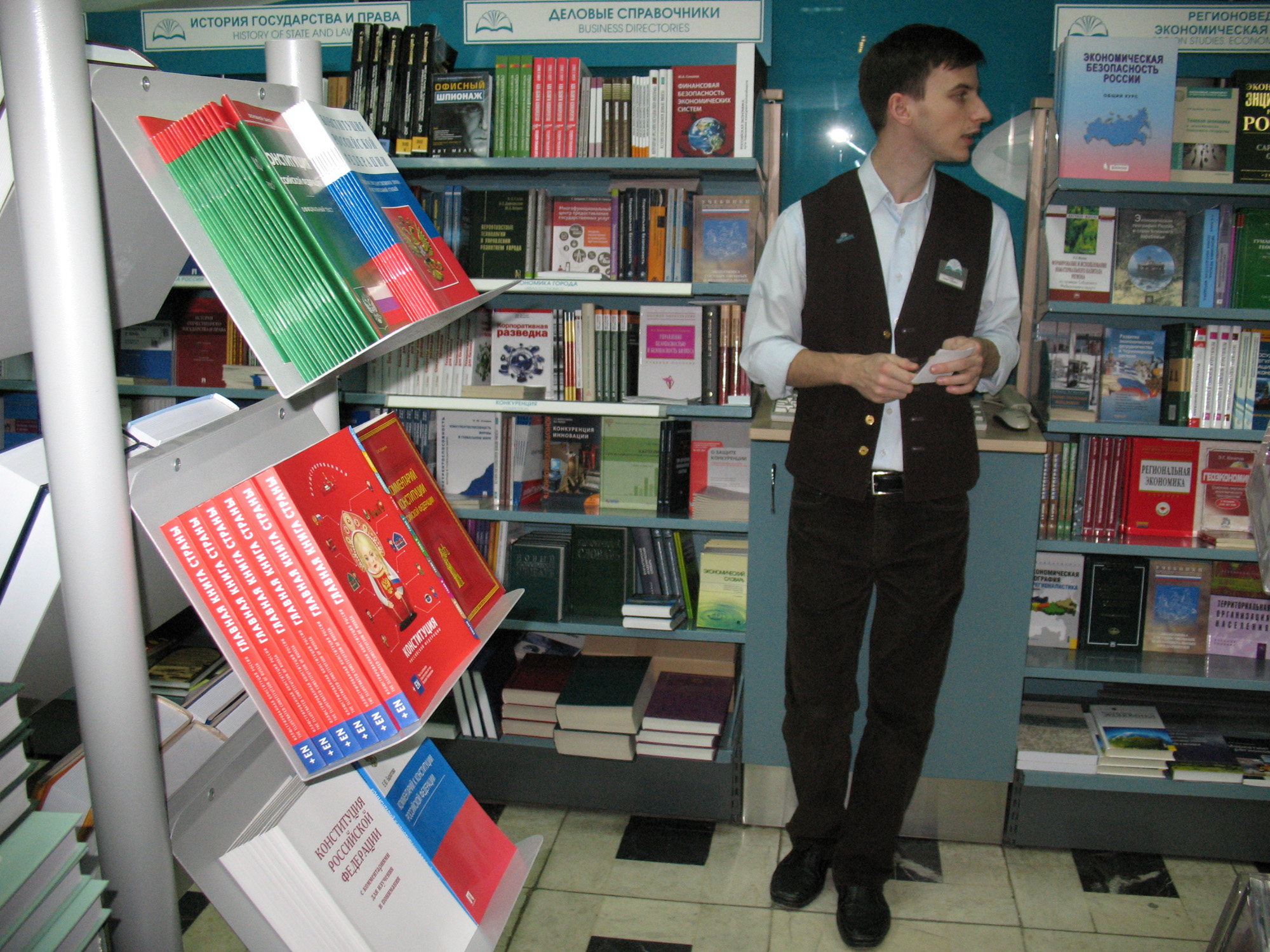
Российская книжная торговля

С начала 90-х для книжного бизнеса России было характерно использование фирм-однодневок, создаваемых чаще всего для обналичивания прибыли. Сотрудники издательства деловой литературы «Манн, Иванов и Фербер» утверждали, что к концу 2000-х годов они искали книги, которые продавались тиражом хотя бы не меньше 3000 экземпляров в год.
На сегодняшний день книготорговое дело в России находится в процессе своего развития. Многочисленные, мелкие книготорговые предприятия не имеют возможности конкурировать с гигантами книжного бизнеса. В 2006 году в России насчитывалось около 2500 книжных магазинов, то есть один на 50—60 тысяч человек (Европейском союзе один книжный магазин приходится на каждые 10 тыс. человек).
С широким распространением Интернета книголюбы получили возможность заказать желаемые книги через интернет-магазины.
Книготорговцы из различных регионов России, в том числе и непрофессиональные торговцы — собственники домашних библиотек или небольших книжных коллекций, а также авторы-издатели могут выставлять свои книги (новые и прежних лет издания) на разнообразных торговых площадках в Интернете. Таким образом, Интернет может служить толчком для развития книготорговли без географических ограничений. Каждый книготорговец, даже из самого удалённого уголка России, имеет возможность найти своего читателя и увеличить продажи за пределами своего региона.
Объем российского книжного рынка в 2008 году, по оценке сотрудников «Федерального агентства по печати и массовым коммуникациям», составлял около трех миллиардов долларов. К 2010 году, по мнению Сергея Кудрявцева, генерального директора издательства «Гилея», книготорговля в России сконцентрировалась в «Библио-Глобусе», Ozon.ru и ГУП ОЦ «Московский Дом книги». 
По данным «Федерального агентства по печати и массовым коммуникациям» опубликованным в ежегодном отраслевом докладе:

- … почти треть издательств страны за год выпускают книги совокупным тиражом, не превышающим 1 тыс. экз., а годовой тираж более 3/4 (80,2 %) существующих в России издательств не превышает 12 000 экз. Только у двух процентов издательств совокупный годовой тираж превышает 500 тыс. экз.
- … из 5884 действующих в России издательств, более трети (35,2 %) — это издающие организации, выпустившие в 2012 г. всего лишь одну книгу. Издательства, выпустившие меньше 12 книг за год (то есть в среднем менее одной книги в месяц), составляют более 3/4 (77,5 %) всех издающих организаций России. И лишь менее одного процента издательств выпускают более 500 названий книг в год.— «Книжный рынок России», 2013.

В 2020 году, из-за пандемии коронавируса и периода самоизоляции, наряду с другими отраслями экономики пострадала и книготорговая отрасль; так, с 28 марта по 8 мая о своем закрытии объявили 498 книготорговых точек на территории России. 
В мае 2020 Комитет Госдумы по информационной политике предложил организовать пакет мер поддержки СМИ и издательской отрасли[значимость факта?].